# 和瑛
和瑛（1741年—1821年），原名和寧，为道光帝旻宁避讳改名。额勒德特氏，字太葊、泰菴、太菴，蒙古镶黄旗人。进士出身，清朝政治人物，官至刑部尚書。

## 生平
乾隆三十三年戊子举人，三十六年进士，历任四川按察使，四川、安徽、陕西布政使，领侍卫内大臣。乾隆五十八年（1793年）以后八年为西藏办事大臣，对西藏的地形、民俗、物产多有著述。嘉庆五年（1800年）为理藩院侍郎，后为山东巡抚。七年（1802年），因山东金乡冒考案和匿报蝗灾，被罚戍守乌鲁木齐，担任叶尔羌帮办大臣、喀什噶尔参赞大臣。十一年，召还京为吏部侍郎，后复出为乌鲁木齐都统。十四年，授陕甘总督。二十三年（1818年）为上书房总谙达、文颖馆总裁。二月和宁在军机处学习行走，任兵部尚書。嘉慶二十四年（1819年）正月丁巳，罢直军机处，擔任刑部尚書，道光元年（1821年）去世。谥号简勤。
著有《易简堂诗钞》、《西藏赋》、《续水经》、《藩疆揽要》、《回疆通志》、《热河志略》。

## 家庭
- 父德克精額，御前三等侍衛。
- 子叶尔羌参赞大臣、两江总督壁昌；二等侍衛慶昌（子頭等侍衛、公中佐領豫福；女額勒德特氏，嫁嘉慶丁丑進士正蓝旗宗室功普）；奎昌（子道光乙未科進士謙福，著有《桐花竹實之軒詩鈔》）。亲家有内务府正白旗汉军、内务府正白旗护军统领李氏长闱（字迈仁，族亲后代有道光九年（1829年）己丑科进士舒贵）。
- 曾孙同治戊辰科進士錫珍。
- 友福康安家仆四川布政使林儁。

## 延伸阅读
[在维基数据编辑]
 《清史稿·卷353》，出自趙爾巽《清史稿》